# Chikkasomanahalli, Krishnarajpet
Chikkasomanahalli là một làng thuộc tehsil Krishnarajpet, huyện Mandya, bang Karnataka, Ấn Độ.